# Усерган
Усерга́н (баш. үҫәргән; муйтен, баш. мөйтән) — башкирский клан.

## Родовой состав
- АЙЫУ (родовые подразделения: аю, юмагужа, казах, кадыр, куян, кунгэй, кыл-кара, майки, нагман, сураш, тэтэнбэт, утэгэн, юныс)
- БИШЕЙ (родовые подразделения: байсура, бэдэн, ибрай, ибанай, ишбулды, юмакай, ягафар, казах, кыл-кара, найман, ногай, сарагул, тажик, турумта, тэлькэ, туркмен, хасан, ыласын, эйтэмбэт)
- БУРЕ (родовые подразделения: аргын, буребай, ибанай, казах, майрык)
- СУРАШ (родовые подразделения: абдулла, байтал, буйлыккан, иман, юмакай, калмак, каралар, куян, кыпсак, кэрэкэй, мурзагале, мышы, сукмар, туркмен, ур, усмак)
- ШИШЕЙ (родовые подразделения: яухар, капкак, карасабак, катыкурут, кыпсак, мулюк, масекэй, тавай, шумэн, абил)

## Этноним
Предки усерган известны под названиями баджгард, баджгурд, басджирт или башхарт. Согласно шежере племени, родоначальниками племени являются Муйтен-бий и его сын Усерган.
Этноним «муйтен» известен у каракалпаков.

## Анализ Y-DNA
Часть протестированных усерган, оказались принадлежащими гаплогруппам R1b (буре), N1a (сураш, аю) и I (аю), J2 (бишей, шишей, апанды, абаза)

## Этническая история
В I тысячелетии н. э. в общем потоке кочевников усергане двинулись из Центральной Азии на запад, в Приаралье и присырдарьинские степи, затем на Кавказ и Нижнее Поволжье.
После распада приазовской Великой Болгарии в IX веке усергане мигрировали на север, в Поволжье и Предуралье, где расселились в бассекне рек Ик и Дёма, на Бугульминско-Белебеевской возвышенности.
Под натиском татаро-монголов в XIII веке усерганы ушли в предгорья Южного Урала и обосновались в бассейнах рек Сакмара, Ик, Суран, Касмарка, Зилаир и Таналык.
На формирование усерганцев оказало влияние их пребывание в среде иранских, угорских и тюрко-печенежских племён Приаралья, в XI—XII вв. — булгар и в XIV—XV вв. — кипчаков. Племя входило в состав Союза семи башкирских племён.

## Территория расселения
В XIII—XIV вв. усергане переселились в междуречье Урала и Салмыша, в долины рек Большой Ик, Большой Юшатырь, Зилаир, Касмарка, Малый Ик, Сакмара и Таналык, а позднее род бишей — в верховья рек Ай и Юрюзань.
В XVII—XVIII вв. часть усерганцев расселилась по бассейнам рек Ток, Большой Уран и Малый Уран, по рекам Иргиз, Каралык и Камелик, в долинах рек Большой и Малый Узень, Чижа 1-я и 2-я и в район Чижинских разливов.
К XVIII веку усергане соседствовали с племенами бурзян, кыпсак, тамьян, тангаур, юрматы. После присоединения Башкортостана к России вотчинные земли племени составляли Усерганскую волость Ногайской дороги. По сведениям П. И. Рычкова, в волости насчитывался 381 двор.
В конце XVIII—XIX вв. территория расселения племени входила в Оренбургский уезд, а в период кантонной системы управления — в 9-й башкирский кантон.
Ныне на территории расселения усерган находятся Зианчуринский, Зилаирский и Хайбуллинский районы Башкортостана, Гайский, Кувандыкский и Саракташский районы Оренбургской области, Большеглушицкий и Большечерниговский районы Самарской области, некоторые районы Саратовской области, верховья рек Большой и Малый Узень в Западно-Казахстанской области Казахстана.

## Шежере и история племени усерган

### «Шежере племени усерган»
Написано в форме кубаира на башкирском языке.
Шежере начинается с прославления Муйтен-бия — основателя племени усерган. Муйтен-бий и его сын Усерган встречались с Чингисханом и получили ярлык на владение землями. Из продолжателей рода названы 35 человек.
Список шежере племени усерган, выполненная в 1900 году Шагигалимом Тукумбетовым из д. Кузеняково Орского уезда Оренбургской губернии, в 1931 году был приобретён Г. Ф. Вильдановым. Его копия хранится в Научном архиве УНЦ РАН.
Список шежере племени усерган, выполненный в 1900 году Шагигалимом Тукумбетовым из деревни КузеняковоОрского уезда Оренбургской губернии, в 1931 году был приобретён Г. Ф. Вильдановым. Один из вариантов шежере: Туксаба → Муйтен-бий → Усерган → Шигали → Бэзэк-бий → Джурек-бий → Урал-бий → Кара-Буга-бий → Карагач-бий → Сарыбаш-бий → Байгужа → Казаксал → Каръяу → Тугмат тархан → Тукумбет → Ишбирде → Кутлы-Кадам → Тэбэсек → Джумакай → Кужанак.
Имеются и другие варианты шежере в прозаической и стихотворно-прозаической формах.

### «История Усергана»
По своему содержанию сочинение «История Усерган» («История башкир») является историко-литературным произведением неизвестного автора. Одна из самых поздних рукописей датируется началом XIX века, которая хранится в библиотеке Уфимского научного центра РАН.
Произведение начинается с повествования о пророке Нухе (Ное), который разделил мир между тремя сыновьями: Симом, Хамом и Яфесом и далее дается шежере ханов и султанов.
В следующей части «Истории Усерган» приводится история башкирского народа. Здесь повествуется о взаимоотношениях ногайцев и башкир, присоединение Башкирии к Русскому государству и др. Произведение заканчивается описанием границ вотчинных земель башкирских племен усерган, кыпсак, тамьян и бурзян.
Язык «Истории Усерган» характеризуется преобладанием башкирских грамматических форм и лексики.